# Samoana oreas
Samoana oreas é uma espécie de gastrópode da família Partulidae.
É endémica da Polinésia Francesa.